# Pam Ndjen
 (mars 2025).
Motif : Manque de sources secondaires (son propre site et ceux des organismes où elle dédicace ne sont pas indépendants)
- Archive Wikiwix
- Bing
- Cairn
- DuckDuckGo
- E. Universalis
- Gallica
- Google
- G. Books
- G. News
- G. Scholar
- Persée
- Qwant
- (zh) Baidu
- (ru) Yandex
- (wd) trouver des œuvres sur Wikidata

| 1. | Préciser le motif de la pose du bandeau. | Précisez le motif de la pose du bandeau en utilisant la syntaxe suivante : {{admissibilité à vérifier\|date=juin 2025\|motif=remplacez ce texte par le motif}}                 |
| 2. | Informer les utilisateurs concernés.     | Pensez à avertir le créateur de l'article, par exemple, en insérant le code ci-dessous sur sa page de discussion : {{subst:avertissement admissibilité à vérifier\|Pam Ndjen}} |

Pam Ndjen de son vrai patronyme Pamela Banimbeck Koubé et également connue sous le nom de Gabrielle Kay, née le 29 juin 1987 à Douala, est une auteure, bloggeuse et rédactrice camerounaise.

## Biographie
Pam fait ses études supérieures à l'université de Douala dans laquelle elle obtient une licence en sociologie.
En 2013, elle publie aux Editions HQN (Harlequin) son premier roman intitulé Une proposition surprenante sous le pseudonyme de Gabrielle Kay. En 2019, elle écrit Les Filles de la Table 4 ½: Retrouvailles et Bouts de Mouchoir publié chez Les Éditions du Net suivi du roman Sœurs de Cœur aux Editions Ebène en 2023 qui met en relief l'amitié au sein d'un groupe de quatre amies. En 2024, elle écrit Le Dresseur de Fauves: Les Tétras de la Vastitude un livre jeunesse.
Elle travaille avec le metteur en scène Jonas Embon à l’écriture de la pièce de théâtre Le Lion Noir, qui relate la vie du résistant camerounais Maniben Y Tombi. 
En 2007, elle remporte le Grand prix de la nouvelle du magazine Planète jeunes,.
Elle ouvre un blog de conseils d'écriture au nom de Pam Ndjen Romancière - Rédactrice Web.

## Palmarès
- 2007: Grand prix de la nouvelle de Planète Jeunes

## Œuvres
- Une proposition surprenante, Editions HQN, 2011
- Les Filles de la Table 4 ½: Retrouvailles et Bouts de Mouchoir, Les Éditions du Net, 2019  (ISBN 978-2312067513)
- Sœurs de Cœur, tome 1, 2023, 234p
- Le Dresseur de Fauves: Les Tétras de la Vastitude, 2024,122p